# Felix ze Schwarzenbergu
Felix princ ze Schwarzenbergu (německy Felix Ludwig Johann Nepomuk Friedrich Prinz von und zu Schwarzenberg) (3. října 1800 Český Krumlov – 5. dubna 1852 Vídeň) byl český šlechtic, rakouský diplomat, státník a generál. V armádě sloužil od roku 1818, později se stal diplomatem a v různých funkcích působil v řadě evropských zemí. V revolučním roce 1848 se vrátil do armády a během tažení v Itálii získal hodnost polního podmaršála. V letech 1848–1852 byl ministerským předsedou a zároveň ministrem zahraničí. V těchto funkcích prosadil abdikaci císaře Ferdinanda I. a nastolení Františka Josefa. Po násilném potlačení revoluce v letech 1848–1849 měl zásadní podíl na stabilizaci poměrů v monarchii, podařilo se mu udržet velmocenské postavení Rakouského císařství i v mezinárodním kontextu.

## Život

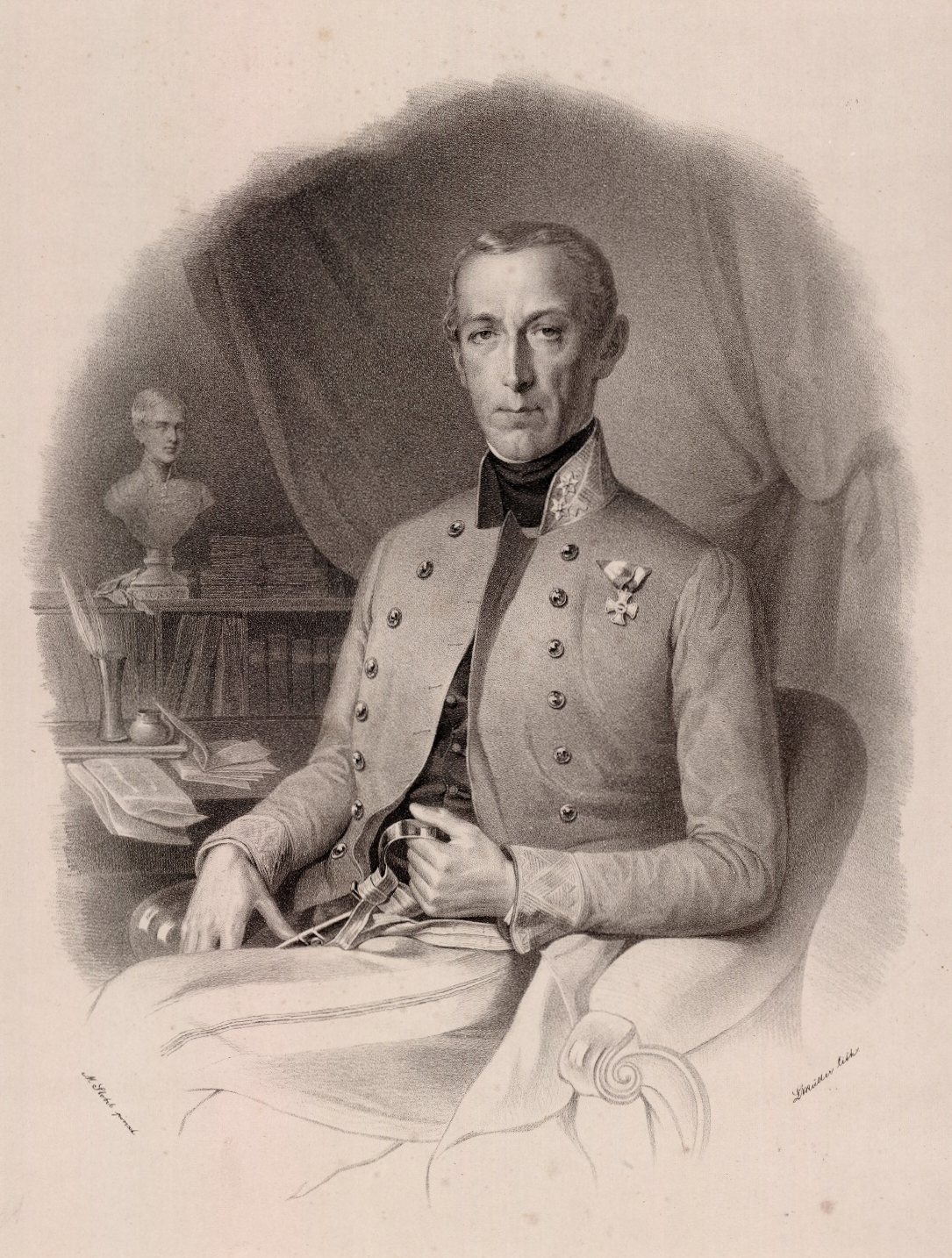
Princ Felix Schwarzenberg

Pocházel z významného šlechtického rodu Schwarzenbergů, narodil se na zámku Český Krumlov jako druhorozený syn knížete Josefa II. Schwarzenberga a jeho manželky Pavlíny, rozené princezny Arenbergové (1774–1810), která tragicky uhořela na plese v Paříži. Výchovu dětí poté převzala Josefa neprovdaná sestra princezna Marie Eleonora (1783–1846). Felix byl jako druhorozený syn předurčen k vojenské dráze a již v sedmnácti letech sepsal pojednání o taktice. Do rakouské armády vstoupil jako kadet v roce 1818 a již o rok později byl poručíkem (1819). V roce 1822 byl v hodnosti rytmistra přeložen k 2. hulánskému pluku, který nesl jméno jeho strýce knížete Karla ze Schwarzenbergu (1771–1821), proslulého vojevůdce napoleonských válek. V roce 1822 byl zároveň jmenován c. k. komořím. V roce 1824 byl kancléřem Metternichem povolán do diplomatických služeb. Začínal jako vojenský attaché v Petrohradě, kde se zúčastnil korunovace cara Mikuláše I. a měl za úkol studovat organizaci ruské armády. Pobyt v Rusku využil mimo jiné k poznávacím cestám (Astrachaň, Nižnij Novgorod). V Petrohradě udržoval přátelské styky s představiteli hnutí děkabristů a v roce 1826 musel Rusko opustit. Byl jmenován vyslaneckým radou v Londýně, v letech 1826–1828 ale pobýval v Madridu a Lisabonu, kde měl z Metternicova pověření zajistit dědické nároky prince Miguela na portugalský trůn. Miguelovy nároky současně na brazilský trůn pak odjel podpořit i do Rio de Janeira. Po návratu z jižní Ameriky působil v Londýně, odkud byl v roce 1830 přeložen do Paříže a poté v letech 1831–1838 zastával post vyslaneckého rady v Berlíně. I když v té době aktivně nesloužil v armádě, postupoval ve vojenských hodnostech (major 1831, podplukovník 1833, plukovník 1835). Po úmrtí otce v roce 1833 zažádal o dovolenou, během níž navštívil Řím a studoval zde památky z doby antiky.
V letech 1838–1844 byl rakouským vyslancem v Turíně a Parmě a poté v letech 1844–1848 v Neapoli. Mezitím byl v roce 1842 povýšen do hodnosti generálmajora a téhož roku jmenován c. k. tajným radou. Po vypuknutí nepokojů v roce 1848 došlo k útoku na budovu rakouského vyslanectví v Neapoli, načež Schwarzenberg odjel do Vídně, vzápětí se ale jako voják vrátil do rakouských držav v severní Itálii, kde se připojil k maršálu Radeckému. Radecký se po Metternichovi stal dalšm patronem Schwarzenbergovy kariéry. V květnu 1848 byl Schwarzenberg zraněn v bitvě u Giota, v červenci byl povýšen do hodnosti polního podmaršála, zároveň se stal čestným majitelem pěšího pluku č. 21. a v srpnu krátce zastával funkci vojenského a civilního guvernéra v dobytém Miláně. 

### Ministerský předseda

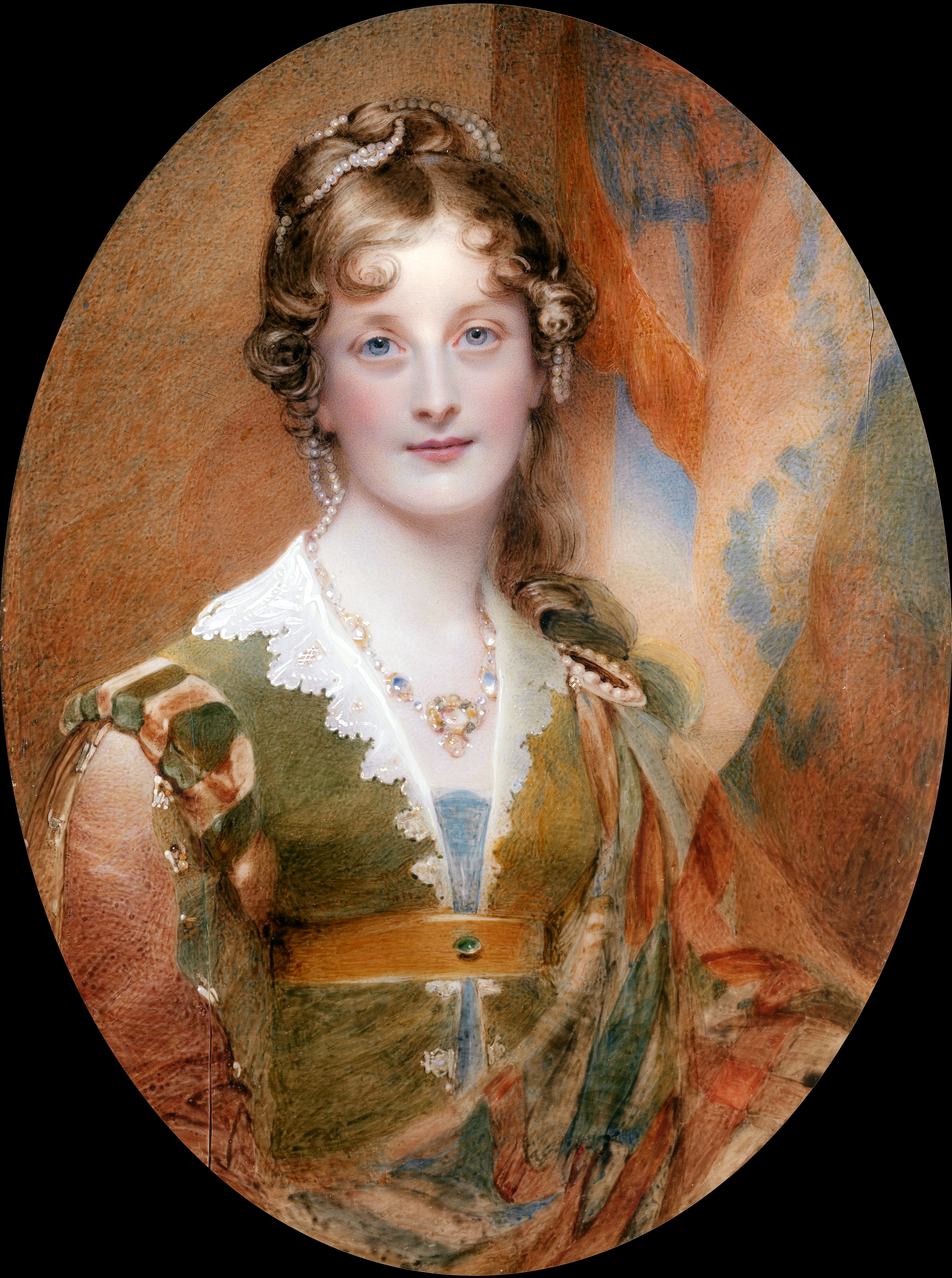
Lady Jane Digby (1807–1881), milenka Felixe Schwarzenberga a matka jeho dvou nemanželských dětí

Rozhodnutí jmenovat Schwarzenberga ministerským předsedou padlo na habsburské rodinné radě v říjnu 1848 v Židlochovicích, významnou měrou k tomu svým poradním hlasem přispěl Felixův švagr kníže Alfred Windischgrätz, který se jako vojevůdce zasloužil o porážku revoluce v Praze a Vídni. Schwarzenberg byl do funkce ministerského předsedy a zároveň ministra zahraničí jmenován 21. listopadu 1848 a stal se mimo jiné politickým mentorem mladého císaře Františka Josefa I., jehož nástup na trůn podpořil. V době abdikační krize v Olomouci pobýval v domě č. p. 4 na Žerotínově náměstí. I když byl přesvědčeným monarchistou a stoupencem Metternichových politických zásad, v zájmu zachování monarchie během revoluce musel z některých postojů polevit. Vzápětí došlo k dalšímu konfliktu se Sardinií, kam byl znovu vyslán maršál Radecký a v bitvě u Novary Italy porazil (1849). Pokračovala také revoluce v Uhrách, proti které nakonec Schwarzenberg povolal na pomoc ruskou armádu. Žádosti o ruskou intervenci se nejprve bránil, protože v tom viděl přiznání slabosti Rakouska a závislost na Rusku do budoucna, zásah ruské armády maršála Paskeviče ala nakonec vedl ke stabilizaci monarchie. 
Postavení Rakouského císařství se snažil udržet především v německém prostoru, což vedlo k zákonitému mocenskému střetu s Pruskem, které si nárokovalo vedoucí úlohu v rámci Německého spolku. Konflikt s Pruskem vyřešil Schwarzenberg opět s ruskou podporou smlouvou z Olomouce (Olomoucká punktace, 1850). Kromě zahraniční politiky se věnoval i podpoře ekonomických a státopprávních reforem, keré inicioval za účasti svých kolegů ve vládě (Karl Ludwig von Bruck, Alexander Bach). V roce 1851 podpořil tzv. Silvestrovské patenty, které položily základ k neoabsolutismu.
Po zasedání ministerské rady 5. dubna 1852 se chystal na slavnostní recepci pořádanou jeho bratrem Janem Adolfem pro zahraniční diplomaty. U umyvadla byl raněn mrtvicí a na místě zemřel. S jeho pohřbem byly naposledy v historii Schwarzenbergů spojeny slavnostní rituály tradiční spíše v předešlých stoletích (v italské Anconě byla v kostele sv. Dominika postavena castrum doloris). Původně byl pohřben v kostele sv. Jiljí v Domaníně, v roce 1877 byla jeho rakev přenesena do nově postavené rodové hrobky tamtéž. 

## Rodina
Nebyl ženatý a nezanechal legitimní potomstvo, měl ale dvě nemanželské děti z poměru s anglickou aristokratkou Jane Digby. Jejich vztah se datuje do doby Schwarzenbergova pobytu v Londýně v letech 1828–1830, Jane Digby však byla provdaná a její manžel Lord Ellenborough patřil k vlivným politikům a byl v té době členem vlády. Milenecký poměr Jane Digby s rakouským diplomatem a příslušníkem významného šlechtického rodu proto dosáhl rozměrů mezinárodního skandálu. Felix byl díky tomu v roce 1830 přeložen do Paříže, kam jej již rozvedená Jane následovala. Z jejich vztahu se narodila dcera Matylda (1829–1885), která se později provdala za českého šlechtice Antonína Běšina z Běšin a žila v jižních Čechách. Syn Felix (1830–1831) zemřel krátce po narození v Paříži. V té době již Felix Schwarzenberg poměr s Jane Digby ukončil, protože ohrožoval jeho diplomatickou kariéru. Možnost sňatku vzhledem k odlišnému náboženství nepřipadala v úvahu a Jane kromě toho ve svém milenecky bohatém životě věnovala v té době svou přízeň dalším mužům. 
Felix měl osm sourozenců. Nejstarší z bratrů kníže Jan Adolf II. ze Schwarzenbergu (1799–1888) převzal správu obrovského rodového majetku v Čechách, podporoval rozvoj průmyslu a rybníkářství a v roce 1861 byl jmenován dědičným členem rakouské Panské sněmovny. Ze sourozenců byl nejmladší Bedřich ze Schwarzenbergu (1809–1885), který byl dlouholetým pražským arcibiskupem (1850–1885) a již od roku 1842 kardinálem. Ze sester byla nejznámější Marie Eleonora (1796–1848), která byla manželkou polního maršála knížete Alfreda Windischgrätze a za revoluce v roce 1848 byla nešťastnou náhodou zastřelena v Praze. Nejblíže k Felixovi měla sestra Matylda (1804–1886), která po prodělání dětské obrny zůstala svobodná, svému bratrovi vedla domácnost a byla také kmotrou jeho nemanželské dcery Matyldy, kterou vychovávala.

## Tituly a ocenění

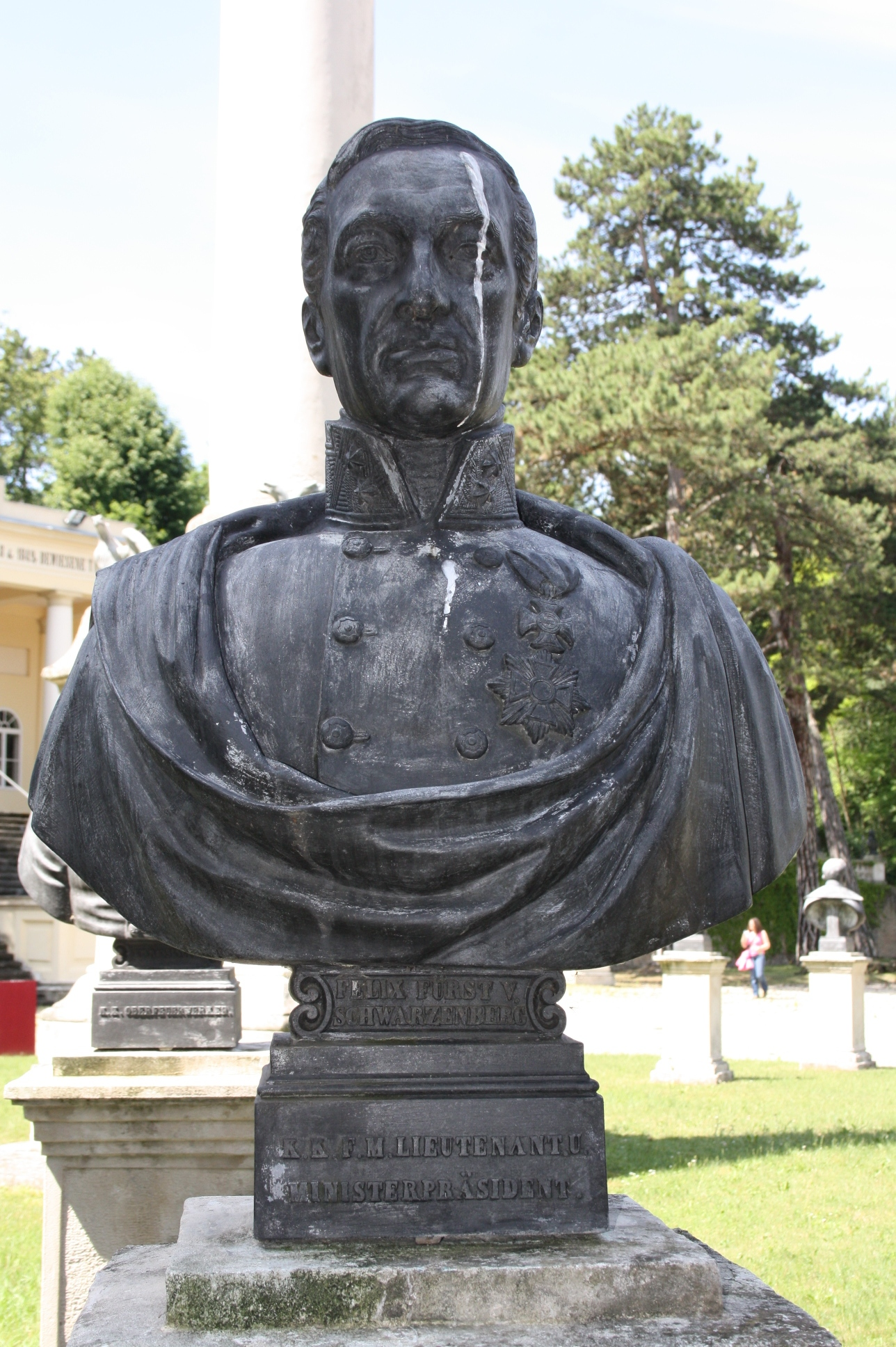
Busta Felixe Schwarzenberga v památníku v Heldenbergu

Jako mladší syn knížete užíval celoživotně titul princ, i když již v soudobých pramenech býval často chybně označován jako kníže a tato praxe přetrvává i v současné literatuře. S udělením titulu c. k. tajného rady byl spojen nárok na oslovení Excelence. Během své kariéry obdržel řadu vyznamenání nejen v Rakousku, ale také od zahraničních panovníků. Od roku 1849 byl kancléřem nově založeného rakouského Řádu Františka Josefa. Získal čestné občanství v Praze a Budapešti. 
- velkokříž Leopoldova řádu (Rakousko)
- velkokříž Řádu Františka Josefa (Rakousko)
- rytíř Vojenského řádu Marie Terezie (Rakousko)[18][19]
- velkokříž Královského uherského řádu svatého Štěpána (Rakousko)
- Vojenský záslužný kříž (Rakousko)
- rytířský kříž Řádu svatého Ondřeje (Rusko)
- rytířský kříž Řádu svatého Alexandra Něvského (Rusko)
- Řád svaté Anny I. třídy (Rusko)
- Řád svatého Vladimíra III. třídy (Rusko)
- Řád bílého orla (Rusko)
- Řád černé orlice (Prusko)
- Řád červené orlice I. třídy (Prusko)
- velkokříž Řádu Spasitele (Ŕecko)
- rytíř Řádu slona (Dánsko)
- velkokříž Řádu Guelfů (Hannoversko)
- Řád svatého Huberta (Bavorsko)
- Řád svatého Januaria (Království Obojí Sicílie)
- Konstantinův řád svatého Jiří (Království Obojí Sicílie)
- velkokříž Řádu svatého Josefa (Toskánsko)
- Řád Jižního kříže (Brazílie)

## Zajímavost
Řada artefaktů spojených s osobností Felixe Schwarzenberga je uložena na zámcích Hluboká a Český Krumlov. V hradním muzeu v Českém Krumlově je například k vidění jeho generálská uniforma, v níž je vyobrazen na nejčastěji publikovaném portrétu z poloviny 19. století. 
Karel Havlíček Borovský jemu a jeho bratrovi Bedřichovi ze Schwarzenbergu věnoval „Píseň Čechů“: „Zle, matičko, zle! Švarcenberci zde: jeden drží karabáč, druhý říká »Otčenáš«; zle, matičko, zle!“